# Charles de Bonchamps
Charles Melchior Artus de Bonchamps (ur. 10 maja 1760 w Juvardeil, zm. 18 października 1793 w Saint-Florent-le-Vieil) – generał powstańców wandejskich.
Charles Melchior Artus markiz de Bonchamps był francuskim politykiem i przywódcą powstania wandejskiego katolików i rojalistów przeciw Republice podczas Rewolucji Francuskiej.
Urodzony w Juvardeil w Andegawenii, zdobył swoje pierwsze wojskowe doświadczenia uczestnicząc ochotniczo w wojnie o niepodległość USA, i wróciwszy do Francji został mianowany kapitanem grenadierów we francuskiej armii królewskiej. Był niezłomnym obrońcą monarchii francuskiej, i z wybuchem Rewolucji ustąpił dowództwa przenosząc się w stanie spoczynku do swego chateau w Saint-Florent-le-Vieil.
Wiosną 1793 roku został wybrany przywódcą powstańców Wandei, a jego nigdy nie docenianemu dowodzeniu głównie zawdzięczał się sukces armii chłopskiej; współdziałał z Henri de la Rochejaquelein i Jacques Cathelineau, przywódcami powstańczymi.
Uczestniczył między innymi w zdobyciu Bressuire, Thouars i Fontenay-le-Comte – odnosząc tam rany. Podziały pośród przywódców osłabiły powstańców, a w krwawej bitwie nad Loarą pod Cholet (17 października 1793), wandejczycy ponieśli ciężką klęskę, sam zaś Bonchamps odniósł śmiertelne rany. Zmarł następnego dnia.

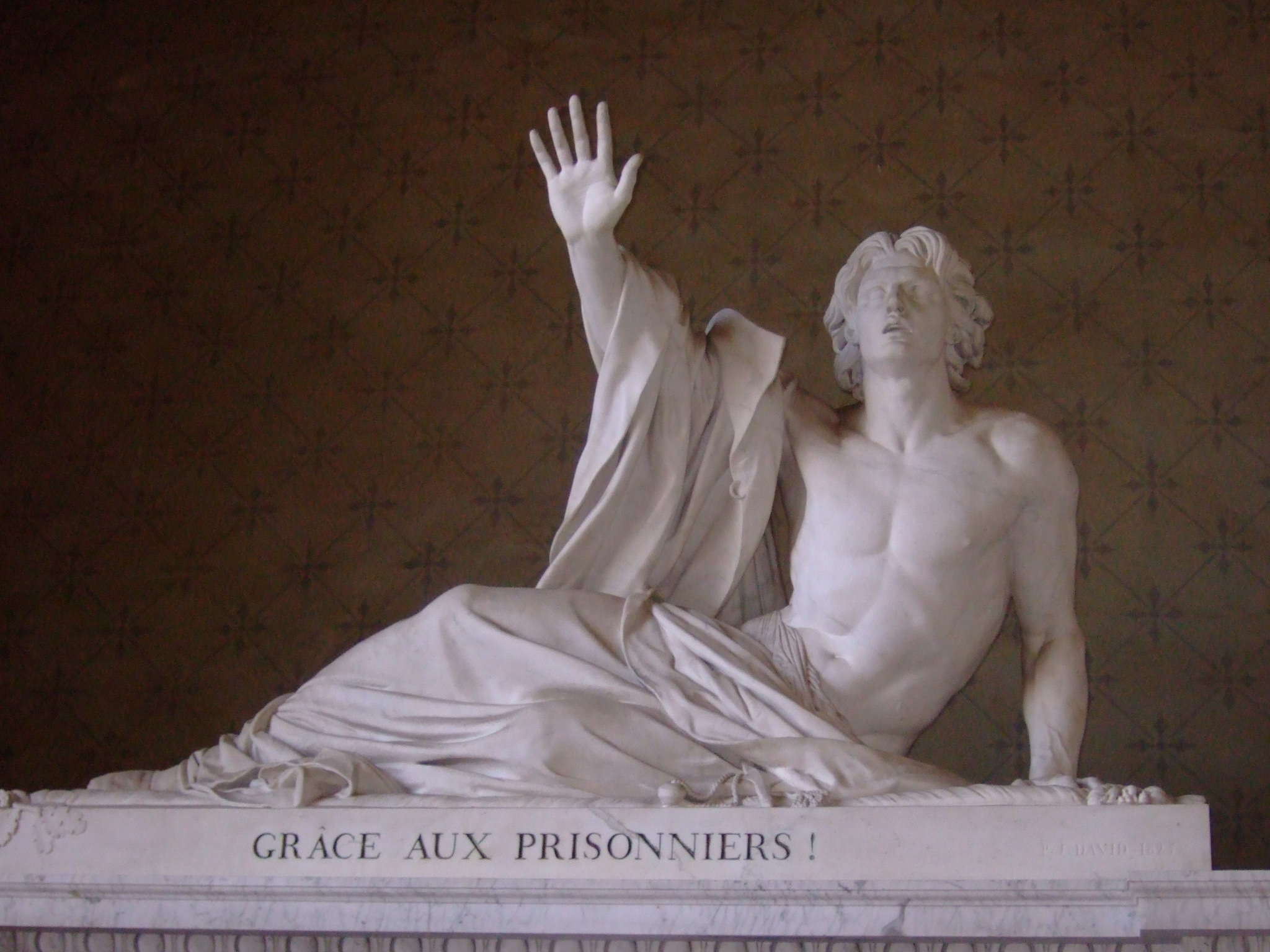
Posąg upamiętniający akt łaski umierającego Bonchampsa wykonany przez Davida d’Angers

Jego ostatnim dokonaniem było ułaskawienie pięciu tysięcy republikańskich jeńców przetrzymywanych w lokalnym kościele, których jego oddziały zaprzysięgły stracić mszcząc jego śmierć. Jego posąg dzieła Davida d’Angers, syna jednego z ułaskawionych, stoi w kościele w Saint-Florent-le-Vieil.

## Odnośniki
- Artykuł zawiera tekst z (1911) Encyklopedii Britannica, publikacji obecnie w domenie publicznej.

- http://cartelfr.louvre.fr/cartelfr/visite?srv=car_not_frame&idNotice=2171 (1824), posążek, brąz